# Liberty (villa)
Liberty es una villa ubicada en el condado de Sullivan en el estado estadounidense de Nueva York. En el año 2000 tenía una población de 3975 habitantes y una densidad poblacional de 641.1 personas por km².

## Geografía
Liberty se encuentra ubicada en las coordenadas 41°47′52″N 74°44′34″O / 41.79778, -74.74278. Según la Oficina del Censo, la ciudad tiene un área total de 6,2 km² (2,4 mi²), de la cual 6,2 km² (2,4 mi²) es tierra y 0 km² (0 mi²) (0%) es agua.

## Demografía
Según la Oficina del Censo en 2000 los ingresos medios por hogar en la localidad eran de $27,903, y los ingresos medios por familia eran $35,265. Los hombres tenían unos ingresos medios de $26,823 frente a los $27,813 para las mujeres. La renta per cápita para la localidad era de $19,180. Alrededor del 15.3% de la población estaban por debajo del umbral de pobreza.